# Bistum Rancagua
Das Bistum Rancagua (lat.: Dioecesis Rancaguensis, span.: Diócesis de Rancagua) ist eine in Chile gelegene Diözese der römisch-katholischen Kirche mit Sitz in Rancagua.

## Geschichte
Das Bistum Rancagua wurde am 18. Oktober 1925 durch Papst Pius XI. mit der Päpstlichen Bulle Apostolici Muneris Ratio aus Gebietsabtretungen des Erzbistums Santiago de Chile errichtet und diesem als Suffraganbistum unterstellt.

## Bischöfe von Rancagua
- Rafael Lira Infante, 1925–1938, dann Bischof von Valparaíso
- Eduardo Larraín Cordovez, 1938–1970
- Alejandro Durán Moreira, 1970–1986
- Jorge Arturo Medina Estévez, 1987–1993, dann Bischof von Valparaíso
- Francisco Javier Prado Aránguiz SS.CC., 1993–2004
- Alejandro Goić Karmelić, 2004–2018
- Guillermo Patricio Vera Soto, seit 2021